# حوضچه چین روزه
اثر در تاریخ ۶ اسفند ۱۳۸۵است.